# Rally de Alemania de 2012
El Rally de Alemania de 2012, oficialmente 30. ADAC Rallye Deutschland, fue la 30.ª edición y la novena ronda de la temporada 2012 del Campeonato Mundial de Rally. Se celebró del 24-26 agosto en las cercanías de Renania-Palatinado, Tréveris y contó con un itinerario de quince tramos sobre asfalto que sumaban un total de 368.63 km cronometrados. Fue también la sexta ronda del campeonato de producción y la cuarta ronda de la Academia WRC.

## Itinerario y ganadores
| Día             | Tramo | Hora  | Tramo                    | Distancia | Ganador            | Tiempo  | Vel. media  | Líder rally    |
| --------------- | ----- | ----- | ------------------------ | --------- | ------------------ | ------- | ----------- | -------------- |
| Día 1 (24 ago.) | SS1   | 10:48 | Mittelmosel 1            | 24.90km   | Sébastien Loeb     | 14:42.9 | 101.5 km/h  | Sébastien Loeb |
| Día 1 (24 ago.) | SS2   | 11:36 | Moselland 1              | 22.79 km  | Sébastien Loeb     | 14:19.7 | 95.4 km/h   | Sébastien Loeb |
| Día 1 (24 ago.) | SS3   | 12:29 | Grafschaft 1             | 21.23 km  | Sébastien Loeb     | 12:19.5 | 103.4 km/h  | Sébastien Loeb |
| Día 1 (24 ago.) | SS4   | 16:17 | Mittelmosel 2            | 24.90 km  | Jari-Matti Latvala | 14:31.7 | 102.8 km/h  | Sébastien Loeb |
| Día 1 (24 ago.) | SS5   | 17:05 | Moselland 2              | 22.79 km  | Sébastien Loeb     | 14:09.9 | 96.5 km/h   | Sébastien Loeb |
| Día 1 (24 ago.) | SS6   | 17:58 | Grafschaft 2             | 21.23 km  | Jari-Matti Latvala | 12:12.2 | 104.4 km/h  | Sébastien Loeb |
| Día 2 (25 ago.) | SS7   | 7:58  | Stein and Wein 1         | 26.54 km  | Sébastien Loeb     | 15:25.2 | 103.27 km/h | Sébastien Loeb |
| Día 2 (25 ago.) | SS8   | 9:01  | Peterberg 1              | 9.37km    | Dani Sordo         | 5:51.3  | 96.02 km/h  | Sébastien Loeb |
| Día 2 (25 ago.) | SS9   | 10:57 | Arena Panzerplatte 1     | 46.54km   | Sébastien Loeb     | 27:31.9 | 101.43 km/h | Sébastien Loeb |
| Día 2 (25 ago.) | SS10  | 14:48 | Stein and Wein 2         | 26.54km   | Ott Tänak          | 15:12.1 | 104.75 km/h | Sébastien Loeb |
| Día 2 (25 ago.) | SS11  | 15:51 | Peterberg 2              | 9.37km    | Ott Tänak          | 5:31.5  | 101.76 km/h | Sébastien Loeb |
| Día 2 (25 ago.) | SS12  | 17:47 | Arena Panzerplatte 2     | 46.54km   | Sébastien Loeb     | 26:54.0 | 103.80 km/h | Sébastien Loeb |
| Día 3 (26 ago.) | SS13  | 9:13  | Dhrontal 1               | 30.76km   | Sébastien Loeb     | 19:45.6 | 93.44km/h   | Sébastien Loeb |
| Día 3 (26 ago.) | SS14  | 11:36 | Dhrontal 2               | 30.76km   | Petter Solberg     | 19:40.3 | 93.84 km/h  | Sébastien Loeb |
| Día 3 (26 ago.) | SS15  | 13:21 | SSS Circus Maximus Trier | 4.37km    | Sebastien Loeb     | 3:24.8  | 77.11 km/h  | Sébastien Loeb |

### Powerstage
| Pos. | Piloto            | Copiloto       | Automóvil         | Tiempo | Difere. | Veloc. media | Puntos |
| ---- | ----------------- | -------------- | ----------------- | ------ | ------- | ------------ | ------ |
| 1    | Sébastien Loeb    | Daniel Elena   | Citroën DS3 WRC   | 3:24.8 | 0.00    | 77.11 km/h   | 3      |
| 2    | Mikko Hirvonen    | Jarmo Lehtinen | Citroën DS3 WRC   | 3:27.0 | +2.2    | 76.00 km/h   | 2      |
| 3    | Andreas Mikkelsen | Ola Fløene     | Škoda Fabia S2000 | 3:31.7 | +6.9    | 74.55km/h    | 1      |

## Clasificación final
| Pos.        | Piloto              | Copiloto             | Automóvil                     | Tiempo    | Diferencia | Puntos  |
| General     | General             | General              | General                       | General   | General    | General |
| ----------- | ------------------- | -------------------- | ----------------------------- | --------- | ---------- | ------- |
| 1.          | Sébastien Loeb      | Daniel Elena         | Citroën DS3 WRC               | 3:41:52.4 | 0.000      | 28      |
| 2.          | Jari-Matti Latvala  | Mikka Antilla        | Ford Fiesta RS WRC            | 3:43:52.5 | 2:00.1     | 18      |
| 3.          | Mikko Hirvonen      | Jarmo Lehtinen       | Citroën DS3 WRC               | 3:44:23.8 | 2:31.4     | 17      |
| 4.          | Mads Østberg        | Jonas Andersson      | Ford Fiesta RS WRC            | 3:45:16.8 | 3:24.4     | 12      |
| 5.          | Chris Atkinson      | Stéphane Prevot      | Mini John Cooper Works WRC    | 3:51:02.8 | 9:10.4     | 10      |
| 6.          | Sébastien Ogier     | Julien Ingrassia     | Škoda Fabia S2000             | 3:51:43.2 | 9:50.8     | 8       |
| 7.          | Andreas Mikkelsen   | Ola Fløene           | Škoda Fabia S2000             | 3:54:15.1 | 12:22.7    | 7       |
| 8.          | Nasser Al-Attiyah   | Giovanni Bernacchini | Citroën DS3 WRC               | 3:54:42.8 | 12:50.4    | 4       |
| 9.          | Dani Sordo          | Carlos del Barrio    | Mini John Cooper Works WRC    | 3:56:09.7 | 14:17.3    | 2       |
| 10.         | Matthieu Arzeno     | Renaud Jamoul        | Peugeot 207 S2000             | 3:57:12.1 | 15:20.1    | 1       |
| PWRC        |                     |                      |                               |           |            |         |
| 1.          | Michał Kościuszko   | Maciej Szczepaniak   | Mitsubishi Lancer Evolution X | 4:08:35.4 | 0.000      | 25      |
| 2.          | Benito Guerra       | Borja Rozada         | Mitsubishi Lancer Evolution X | 4:10:35.9 | 2:00.5     | 18      |
| 3.          | Marcos Ligato       | Rubén García         | Subaru Impreza WRX STI        | 4:18:37.2 | 10:01.8    | 15      |
| 4.          | Ricardo Triviño     | Alex Haro            | Subaru Impreza WRX STI        | 4:24:10.5 | 15:35.1    | 12      |
| 5.          | Nicolás Fuchs       | Fernando Mussano     | Subaru Impreza WRX STI        | 4:26:19.0 | 17:43.6    | 10      |
| 6.          | Subhan Aksa         | Jeff Judd            | Mitsubishi Lancer Evolution X | 4:35:35.0 | 23:59.6    | 8       |
| WRC Academy |                     |                      |                               |           |            |         |
| 1.          | Elfyn Evans         | Philip Pugh          | Ford Fiesta R2                | 1:34:34.2 | 0.000      | 25      |
| 2.          | José Antonio Suárez | Cándido Carrera      | Ford Fiesta R2                | 1:34:44.1 | 0:09.9     | 18      |
| 3.          | Brendan Reeves      | Rhianon Smyth        | Ford Fiesta R2                | 1:35:29.3 | 0:55.1     | 15      |
| 4.          | Alastair Fisher     | Daniel Barritt       | Ford Fiesta R2                | 1:36:05.3 | 1:31.1     | 12      |
| 5.          | John MacCrone       | Stuart Loudon        | Ford Fiesta R2                | 1:36:07.6 | 1:33.4     | 10      |
| 6.          | Timo van der Marel  | Erwin Berkhof        | Ford Fiesta R2                | 1:36:30.9 | 1:56.7     | 8       |